# تامي أرمسترونغ
تامي أرمسترونغ (بالإنجليزية: Tammy Armstrong)‏ (26 مارس 1974)؛ شاعرة وروائية كندية.